# Gary Powell Nash
Gary Powell Nash (Flint, 2 augustus 1964) is een Afro-Amerikaans componist, muziekpedagoog, dirigent en saxofonist.

## Levensloop
Nash studeerde muziek aan de Michigan State University in East Lansing en behaalde zijn Bachelor of Arts in muziekopvoeding. Vervolgens studeerde hij aan de Western Michigan University in Kalamazoo, waar hij zijn Master of Music in compositie behaalde. Zijn studies voltooide hij wederom aan de Michigan State University in East Lansing en promoveerde tot Ph.D. (Philosophiæ Doctor) wederom in compositie. Tot zijn leraren behoorden Bernard Rands, Jacob Druckman, Jere Hutcheson, Charles Ruggiero, Mark Sullivan, George Tsontakis en Ramon Zupko. 
Hij werd docent voor muziektheorie en compositie alsook instructeur voor houtblaasinstrumenten en dirigent van het Fisk Jazz Ensemble aan de Fisk University in Nashville. 
Als componist schrijft hij werken voor orkest, harmonieorkest, kamermuziek, vocale muziek (koor en liederen) en filmmuziek. Hij ontving verschillende prijzen en studiebeurzen zoals American Society of Composers, Authors and Publishers (ASCAP)-Foundation Grant voor jonge componisten in 1994. Met een studiebeurs van het Fulbright-programma kon hij van mei 2000 tot maart 2001 doceren aan de University of the Philippines Diliman in Quezon City. Hij werd benoemd tot de "Tennessee Music Teachers Association Composer of the Year" in 2005-2006. Verder ontving hij van het UNCF/Mellon Foundation een beurs voor een seminar in Ghana in 2007.

## Composities

### Werken voor orkest
- 1989 Variants on the Holiday Season, voor orkest
- 1992 Heroes, voor orkest
- 1992 In Memoriam: Sojourner Truth, voor orkest
- Big Medisonal Ceremonial

### Werken voor harmonieorkest
- 1985 Necrology
- 1986 Aura
- 1997 A Fraternal Prelude, voor harmonieorkest
- 2010 So Cal Dream
- 2011 Giovanna's Song and Dance, voor harmonieorkest
- 2012 African Diaspora Suite, voor harmonieorkest

### Vocale werken

#### Werken voor koor
- 1988 Life, War and Death, voor gemengd koor
- 1994 Two Psalms of the Sons of Korah, voor mannenkoor, koperkwintet en orgel
- 2000 Psalm 149, voor gemengd koor en piano
- 2004 Psalms of Ascents, voor gemengd koor, piano en klarinet 
  1. Maestoso
  2. Adagio
  3. Vivace

#### Liederen
- 1995 Zuihou de Lianqu (The Last Love Song), voor sopraan en piano
- 1995 Two Songs, voor sopraan en piano - tekst: Paul Laurence Dunbar
- 1996 Sphinx, voor bas-bariton, hoorn en piano - tekst: Robert Haydn
- 1998 Why Fades a Dream?, voor sopraan en piano
- 1999 Mu Gua (The Quince), Chinees kunstlied voor sopraan en piano
- 1999 Nie Ni Ren (You and I), Chinees kunstlied voor sopraan en piano
- 1999 Fire of Love, Chinees kunstlied voor sopraan, cello en piano
- 2009 Songs of Love, Peace and Prosperity, voor sopraan en piano 
  1. True Love
  2. A Heart’s Feeling
  3. My Love, Don’t Leave Me and Depart
  4. Sorry My Love for Past Days
  5. A Bird in the Sky
- 2012 Elements, zangcyclus voor sopraan, dwarsfluit, klarinet en piano - tekst: Nikki Giovanni

### Kamermuziek
- 1985 Fanfare for Woodwinds
- 1987 Five Etudes Plus One More, voor dwarsfluit, klarinet, trompet, altsaxofoon en basklarinet
- 1987 Deformation and Tranquility, voor klarinet en piano
- 1987 Easter Music, voor saxofoonkwartet
- 1988 Elemental Surprise, voor zeven blaasinstrumenten en slagwerkensemble
- 1988 Deformation II, voor trombone en piano
- 1992 Deformation IV, voor tuba en piano
- 1992 Mountain Rhapsody, voor dwarsfluit, klarinet, viool, cello, piano en slagwerk
- 1993 Deformation V (after J.S. Bach's "Allegro" from Sonata No. 2 in A minor for solo violin), voor klarinet, fagot en piano
- 1993 For Two, voor viool en piano
- 1993 Enigmatic Fanfare, voor vier trompetten
- 1994 Scherzando, voor 13 klarinetten
- 1995 Blues Impromptu, voor cello solo
- 1997 Rhapsody for Three, voor klarinet, viool en piano
- 1999 Brass Magnolia Suite, voor trompet, hoorn, bastrombone en slagwerk
- 1999 Valse and Intermezzo, voor altsaxofoon en piano
- 2001 Galaw Ng Sayaw Sa Apat At Tatlo (movement of dance in four and three), voor dwarsfluit en piano
- 2002 Delta Flourish, voor dwarsfluit, hobo, klarinet, tenorsaxofoon en fagot
- 2003 Interlocutions, voor trompet en slagwerk
  1. Opening Statement
  2. Light Banter
  3. Call
  4. Be correct or be happy
  5. Response
  6. Conclusion
- 2003 Romantic Prelude and Processional, voor koperkwintet
- 2005 Bluebird Animato, voor althobo en strijktrio (viool, altviool en cello)
- 2006 Silent Guns of Sacrifice and Fortitude, voor klarinet en slagwerk (tom-toms en conga)
- 2008 Soulful Quartet nr. 1, voor althobo en strijktrio (viool, altviool en cello)
- 2011 Han River Fantasy Suite, kamerconcert voor hoorn en slagwerkensemble
- 2011 Papilonian, voor twee hobo's en althobo (of: twee sopraansaxofoons en tenorsaxofoon)
- 2011 Soulful Trio nr. 1, voor twee hobo's en althobo

### Werken voor orgel
- 2005 Passacaglia and Flourish

### Werken voor piano
- 2003 Three Ivory Magnolia Fantasies
- 2007 Three Argemarillo Fantasies

### Werken voor slagwerk
- 1991 Deformation III, kamerconcert voor jazz-drumstel en melodisch slagwerkensemble
- 1997 Valley Music, voor slagwerkensemble
- 1998 Threnody, voor marimba solo

### Elektroakoestische muziek
- 1988 Saturday Drive, voor magneetband
- 1988 Lux Nova, voor magneetband